# 正祖
正祖（チョンジョ、せいそ、1752年10月28日 - 1800年8月18日）は、李氏朝鮮の第22代国王。諱は祘（サン）。祖父は英祖、養父は孝章世子、妃は金時黙の娘孝懿王后。子女に純祖らがある。大韓帝国期に正祖宣皇帝の称号を送られた。

## 生涯

### 生誕と即位
英祖の次男荘献世子（思悼世子）と恵慶宮洪氏の間の次男として生まれ、1759年、8歳で王世孫に冊立される。1762年辛壬士禍（辛壬の獄）を批判した父荘献世子が老論派の陰謀で悲劇的に死んだ後、英祖の長男孝章世子の養子となる。その理由は老論派の諸臣が 「罪人の息子は王になれない」と主張したからである。1775年に代理聴政を任命される。翌年、英祖が薨去すると、25歳で即位する。正祖は即位式に集まった人々に「余は思悼世子の息子である」と宣言した。

### 治世
即位とともに、それまで心に秘めていた父の復讐を企てる一方で、能力ある人物を積極的に登用し、老論派を牽制できるだけの親衛勢力を集めることに心を砕いた。特に、王世孫時代より自らの警護にあたってきた洪国栄に全幅の信頼を置いて重用して宮城の護衛にあたらせる。洪国栄は正祖の信頼を背景に勢道政治を行うが、行き過ぎの権力独占にはしり、それに動揺した正祖は洪国栄に退任を勧告することとなる。なお洪国栄はその後、自身の勢力を維持するために策略した孝懿王后毒殺計画（未遂）が発覚し、故郷へ追放となる。
父の死を招いた仇であり、与党でもあった老論派を極度に嫌悪した正祖は、重鎮の洪麟漢を死罪に処し、封建的特権を弱体化させ、中央政府の地方統制力を高め、王権を強化するための政治・経済改革に次々と着手する。英祖が生涯の課題とし基本政策とした蕩平策を継承して、また党争を避けるよう努力した。また外戚勢力はじめとする既得権勢力、特に老論勢力を排除し、弱体化させ、親政体制の構築に努力した。
なお英祖の時より始まった文物制度を整備拡充し、自らは超越的な統治者として君臨しつつ師として臣下を養成し、再教育した。1776年4月には首都漢城に文芸、学問の振興のための奎章閣を設置したが、ここには中国、朝鮮の典籍が収蔵された。正祖は自分を支持する文官の精鋭を選んで親衛勢力を形成し、「右文之治」と「作成之化」を奎章閣の二大名分として掲げて文化政治を標榜するとともに、朋党の肥大を抑制し、人君を補佐できる強力な政治機構として育成した。更に、優秀な人材を選んで抄啓文臣と称し、毎月2回ずつ試験を行って賞罰を直接下す「抄啓文臣制」を実施し、疎外されていた嶺南系人士なども科挙を受けさせるようにした。
先代王であり祖父である英祖の頃から、思弁的な朱子学から現実的な実学重視の風潮が高まり、「実学派」と呼ばれる人々が登用されるようになった。なお、この頃の実学派は大きく2つに分かれていた。一派は17世紀の柳馨遠に始まる潮流で、土地制度、奴婢制度、軍事制度を深く考察し、農業を重んじていた。もう一派は「北学派」と呼ばれ北方の清朝に学ぶものだった。この2つの大きな流れの中で、従来は官吏になれない庶子も官吏として認められる新しい動きを作った。
このような治世の雰囲気は中人（両班と常民の間の中間層）以下の平民まで影響を与え、正祖時代は両班はもちろん、中人、庶子とその子孫（庶孽）から平民層に至るまで、文化に関心を持つ者が増えた。その結果、文化が大きく花開いたため、正祖は、ハングルを創始した世宗と並ぶ好学の王として歴史にその名をのこす人物となった。。
正祖は暗行御史をしばしば派遣して地方の問題点の直接把握し、正しい解決に尽力し、これをもって悪い地方士族の郷村支配力を抑制し、百姓に対する政府統治力の強化を図った。また王室直属の親衛隊である壮勇営を新設する事によって、以前からの党争で堕落しきっていた「五軍営」の各軍営の独立性を弱体化させ、新体制の兵権を掌握することで、王の最高統帥権を実質的に行使することができるように改革した。壮勇営の設置は、旧軍隊を長年掌握してきた老論を牽制する政策でもあった。
しかしこのような正祖の政策に賛成した南人と少論派、一部老論派臣下たちが時派を形成し、他方で最後まで党論を固守した大多数の老論派臣下たちが僻派を形成して、結局、党争は時派と僻派の対決という新しい形で展開していった。政治は、時派中心に運営されてゆき、危機感を抱いた僻派は更に一致団結して政局主導権を奪う機会を摸索し続け抵抗した。
正祖は父を偲んで、1789年には墓所を楊州から水原の顕隆園（隆陵）へ移し、定期的に参拝する。これを手始めに墓所の周囲に華城を建設し、城内に行宮を設けた。その水原への遷都の計画により、多くの商工業者を誘致し、自らの政治的理想を実現する象徴的都市建設を図った。なお人民らに直接会ってその意見を政策に反映したともいわれる。
1791年には辛亥通共を実施し、商業活動の自由を大きく拡大し、守令等による過酷な刑罰を制限する。
ない当時、中国でのマテオ・リッチらイエズス会の活動により朝鮮に流入しつつあった天主教（カトリック）に対しては、正学、すなわち宋明理学だけが西学（カトリックを指す）の蔓延を防ぐ方法であるという原則のもと、柔軟に対処する。しかし1791年キリスト教徒である全羅南道の両班、尹持忠（ユン・ジチュン）は、母の死去後、その位牌を燃やしてカトリック式の葬儀を行うが、この事件で世論が徐々に悪化すると事態の深刻性を悟った正祖は、遂に尹持忠を逮捕したのち処刑する。更に4年後の1795年、清朝のカトリック神父である周文謨が朝鮮に密入国して行った宣教活動が発覚する2つの事件の結果、僻派の立場が強化され、時派の立場は弱まる事になる。正祖の死後、次男の純祖が即位し、政治的に正祖と対立していた貞純王后（英祖妃）が垂簾聴政を行うに至ると、朝鮮の天主教教会は信徒の大半であった南人を排除される辛酉教獄（1801年）や、五家作統法（相互監視制度）の実施などによって組織的に弾圧されて受難の道を歩むこととなった。
正祖の治世下の1797年、英国の軍艦プロビデンス号が釜山・東萊龍塘浦へ漂着した際には、釜山と交渉する。
人柄は、祖父の英祖譲りの明晰な頭脳を持ち、武術にも優れ、襲ってきた刺客を幾度となく自ら成敗したと伝わる。

### 改革の頓挫と死去
正祖は、父が党争の犠牲になったこともあり、老論派の攻勢という難しい逆境を乗り切って王権を強化するためにさまざまな改革に着手したが、1800年、病が悪化して49歳で予期せぬ死に倒れ、彼が推進してきた改革の大部分は無に帰した。彼の死後、朝鮮では外戚家門の安東金氏が権力を握る勢道政治が展開していく。

## 死後
陵は荘献世子の隆陵の脇に建てられた、健陵である。死後、当初は正宗（チョンジョン、せいそう）の廟号を贈られたが、大韓帝国時代の1899年に父に荘祖の廟号が追尊された後、正宗の廟号も正祖に変えられ、正祖宣皇帝の諡号を追尊された。
清から贈られた諡号は、「恭宣王」である。諡号に「恭遜な恭」の文字を使用しており、朝鮮国王は従順であって欲しいという清の希望を読み取れるが、この諡号は、治世中の公式記録から徹底して取り除かれており、『朝鮮王朝実録』、朝鮮国王の行状、『陵誌文』といったほとんど全ての公式記録から取り除かれ、外交文書以外にはほとんど使用されなかった。『朝鮮王朝実録』は、清から諡号を授かった事実を記録するのみで贈られた諡号を記録していない。その理由は、「夷狄」とみなした清からの諡号を恥辱に感じていたからであり、表向きは清に対して朝貢・冊封の事大をおこない、恭順の姿勢を装うが、清に対する反発が拭い難く根付いていた。

## 死因に関する研究
なお、正祖の死は、老論派による毒殺説が絶えず提起されているが、これを裏付ける史料はこれまでのところ発見されていない。近年になってある一部の学者たちの研究の結果「毒殺ではなく、敗血症と脳卒中で死亡した」という説も浮上している。

## 蔵書の行方
正祖の蒐集した奎章閣の膨大な蔵書はソウル大学の奎章閣に移されている。

## 家系
- 祖父: 英祖（1694年 - 1776年）
- 嫡祖母: 貞純王后金氏（1745年 - 1805年）
- 祖母: 暎嬪李氏（1696年 - 1764年）
- 養父: 孝章世子 李緈（1719年 - 1728年）
- 養母: 孝純王后 趙氏（1716年 - 1751年）
- 父: 荘献世子 李愃（1735年 - 1762年）
- 母: 恵慶宮洪氏（1735年 - 1815年）
  - 兄: 懿昭世子 李琔（1750年 - 1752年）
  - 妹: 清衍郡主（朝鮮語版）（1754年 - 1821年）
  - 妹: 淸璿郡主（朝鮮語版）（1756年 - 1802年）

### 宗室
- 正室: 孝懿王后金氏（1753年 - 1821年）- 清原府院君金時黙の娘。死後、宣皇后に追尊された。
  - 子女なし
- 後宮: 宜嬪成氏（1753年 - 1786年）- 女官出身。出産時に死去。
  - 文孝世子 （1782年 - 1786年）- 早世
  - 翁主（1784年3月20日 - 5月12日）- 早世

全部で5人の子供を妊娠した
- 後宮: 綏嬪朴氏（1770年 - 1823年）- 死後、顯穆綏妃の称号を追贈された。
  - 純祖（1790年 - 1834年）- 第23代国王。孝懿王后の養子。
  - 淑善翁主（朝鮮語版）（1793年 - 1836年）- 洪顕周正室。女流茶人。
- 後宮: 元嬪洪氏（1766年 - 1779年）
  - 子女なし
- 後宮: 和嬪尹氏（朝鮮語版）（1765年 - 1824年）
  - 子女なし

正祖の直系子孫として確認できるのは、純祖の系統は玄孫の代（純祖の孫・憲宗の夭折した1人の王女)、淑善翁主の系統は曾孫の代までである。なお、男系男子と男系女子は1849年に憲宗が23歳で死去し、憲宗の1人の王女が夭折したことで断絶している。正祖の血筋が完全に断絶するのは、女系である淑善翁主の系統が1882年に途絶する時である。

## 系図
正祖の親類・近親・祖先の詳細
```
荘献世子
━━┳
懿昭世孫

　　　　　┃
　　　　　┣22代
正祖
━23代
純祖
━
孝明世子
（翼宗）━24代
憲宗

　　　　　┃
　　　　　┣
恩彦君
━
全渓大院君
━25代
哲宗
━
永恵翁主

　　　　　┃
　　　　　┣
恩信君
━
南延君
（養子）━
興宣大院君
━26代
高宗

　　　　　┃
　　　　　┗
恩全君
```

## 正祖が登場する作品

### 映画
- 永遠なる帝国（1995年）配役：アン・ソンギ
- 美人図（2008年）配役：ハン・ミョング（朝鮮語版）
- 朝鮮名探偵 トリカブトの秘密（朝鮮語版）（2011年）配役: ナム・ソンジン（朝鮮語版）
- 風と共に去りぬ!?（朝鮮語版）（2012年）配役: ペク・クァンドゥ（朝鮮語版）
- 王の涙 -イ・サンの決断-（2014年）配役: ク・スンヒョン（朝鮮語版）、ヒョンビン
- 王の運命 -歴史を変えた八日間-（2015年）配役: イ・ヒョジェ、ソ・ジソブ

### テレビドラマ
- 天よ、天よ（1988年、KBS、日本未公開）配役: イ・ミヌ（朝鮮語版）
- 朝鮮王朝五百年 閑中録（1988年、MBC、日本未公開）配役: チャン・ドクス、チョン・ホジン（朝鮮語版）
- 朝鮮王朝五百年 正祖大王 -偉大なる王の肖像-（1989年、MBC）配役: キム・ヨンゴン（朝鮮語版）
- 王道（1991年、KBS）配役：カン・ソグ（朝鮮語版）
- 大王の道（1998年、MBC）配役: アン・ソンテ
- 牧民心書 〜実学者チョン・ヤギョンの生涯〜（2000年、KBS）配役: キム・フンギ（朝鮮語版）
- 洪国栄 ホン・グギョン（朝鮮語版）（2001年、MBC）配役: チョン・ジェゴン（朝鮮語版）
- 漢城別曲（朝鮮語版）（2007年、KBS）配役: アン・ネサン
- 正祖暗殺ミステリー 8日（朝鮮語版）（2007年、CJ CGV）配役: パク・コンテ（朝鮮語版）、キム・サンジュン
- イ・サン（2007年-2008年、MBC）配役：パク・チビン、イ・ソジン
- 風の絵師（2008年、SBS）配役：ペ・スビン
- チョン・ヤギョン〜李氏朝鮮王朝の事件簿〜（2009年-2010年、OCN）配役：ソン・ヨンギュ
- トキメキ☆成均館スキャンダル（2010年、KBS）配役：チョ・ソンハ
- キム・マンドク〜美しき伝説の商人（2010年、KBS）配役：チョ・ソンハ
- ペク・ドンス（2011年、SBS）配役: ホン・ジョンヒョン
- 秘密の扉（2014年、SBS）配役: チョ・ヨンホ、ヤン・オニュ、イ・ホジュン、キム・ウソク (俳優)（朝鮮語版）、イ・ジェフン
- 赤い月（2015年、KBS）配役: コ・ウリム（朝鮮語版）
- 赤い袖先（2021年、MBC）配役: ジュノ（2PM）[9]、（子役）イ・ジュウォン[10]

### 演劇
- 正祖 - 万川名月主人翁（2016年、配役: イ・ジェシク、パク・ソンファン）[11]